# 藤森萬年
藤森 萬年（ふじもり まとし、1952年 - ）は日本の教育者。長野県の高校教員。工業教育のあり方、日本の工業のあり方等を主として研究のている。

## 人物
長野県岡谷市生まれ。大学在学時に山田圭一著『現代技術論』に触発され、著者が在職する東京工業大学大学院社会工学専攻修士課程に進学し、著者より直接指導を受ける。研究室は主として政策科学及びその分析手法の研究を専門としていた。社会工学科では、幅広い学問分野により、総合的な視野で、学際的・包括的に物事を見つめようとする姿勢を身につけさせることを教育目標としていた。修士課程修了(1977年）後、長野県の中学校に赴任し教職の道に入る。その後工業高校に移る。工業教育のあり方を多面的に模索するとともに、日本の工業のあり方を模索する。木版画を趣味とし、主として仏像の多色版画を多く制作している。木版画は小学校時代に、岡谷市出身の版画家で小学校での版画教育の中心として活躍した増澤壮一郎先生に版画クラブで指導を受けた。

## 職歴
- 1978年 長野県松川中学校
- 1979年 長野県中野実業高等学校 機械科
- 1984年 長野県松本工業高等学校 電子工業科
- 1994年 長野県岡谷工業高等学校 生産システム科
- 2004年 長野県箕輪工業高等学校 総合工学科、クリエイト工学科（学科改変）
- 2013年 長野県岡谷工業高等学校 機械科

## 著書
- 『工業教育再興』 文芸社、2000年6月、ISBN 9784835503127
- 『グローバル化と日本の工業』 文芸社、2004年9月、ISBN 9784835578958
- 『産業倫理』 文芸社、2006年4月、ISBN 9784286011028
- 『若者へ ：自分探しのためのヒント』 Amazon（Kindle版）[2]
- 『産業倫理：産業分野における倫理問題を考える』 22世紀アート（Kindle版）、2018年10月[3]
- 『仏像版画と仏のことば:心ゆたかに生きる知恵』　日貿出版社、2023年10月、ISBN 9784817022233

## 木版画作品
代表的作品。
- 興福寺 阿修羅像
- 東大寺 大仏殿八角灯籠 音声菩薩（シンバル、横笛）
- 広隆寺 弥勒菩薩半跏思惟像
- 中宮寺 菩薩半跏思惟像
- 円隆寺 阿弥陀如来坐像
- 東大寺 月光菩薩像